# Nordfeldweiher
Der Nordfeldweiher ist ein Villesee auf dem Gebiet der Stadt Hürth bei Köln. Er ist ein Tagebaurestsee des ehemaligen Ville-Nordfeldes, das hier als letztes Grubenfeld der Ville abgebaut wurde. Es ist heute Teil des Naturschutzgebiets Nordfeldweiher.

## Lage
Im mittleren Teil der Ville, wo vom 19. bis Mitte des 20. Jahrhunderts in Grubenfeldern des Rheinischen Braunkohlereviers Braunkohle abgebaut wurde, entstanden durch Rekultivierung die heutigen Villeseen auf einem circa 50 km² großen Gebiet, umgeben von Mischwäldern.
Der Nordfeldweiher befindet sich südöstlich des Industriegebiets Knapsack in unmittelbarer Nähe zum weiter südlich gelegenen Bleibtreusee, mit dem er durch einen Ablauf verbunden ist. Der See liegt östlich der B 265 (Luxemburger Straße).

## Geschichte
Der Nordfeldweiher entstand im Jahre 1968. Nachdem das Gelände zunächst nur als Landschaftsschutzgebiet ausgewiesen war, ist er seit 1990 Teil des 22,69 ha großen Naturschutzgebiets Nordfeldweiher.

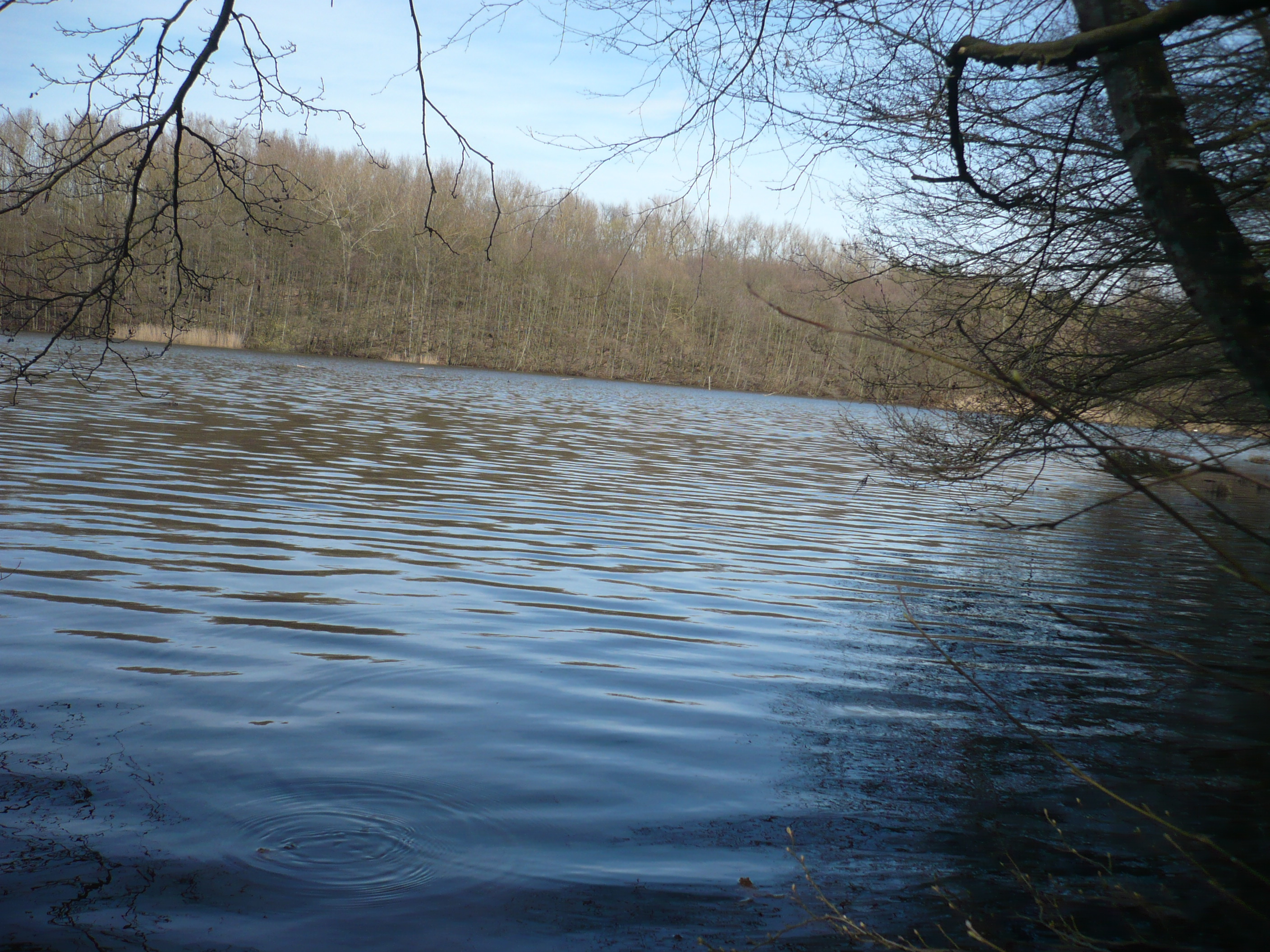
Blick von Südufer Richtung Osten
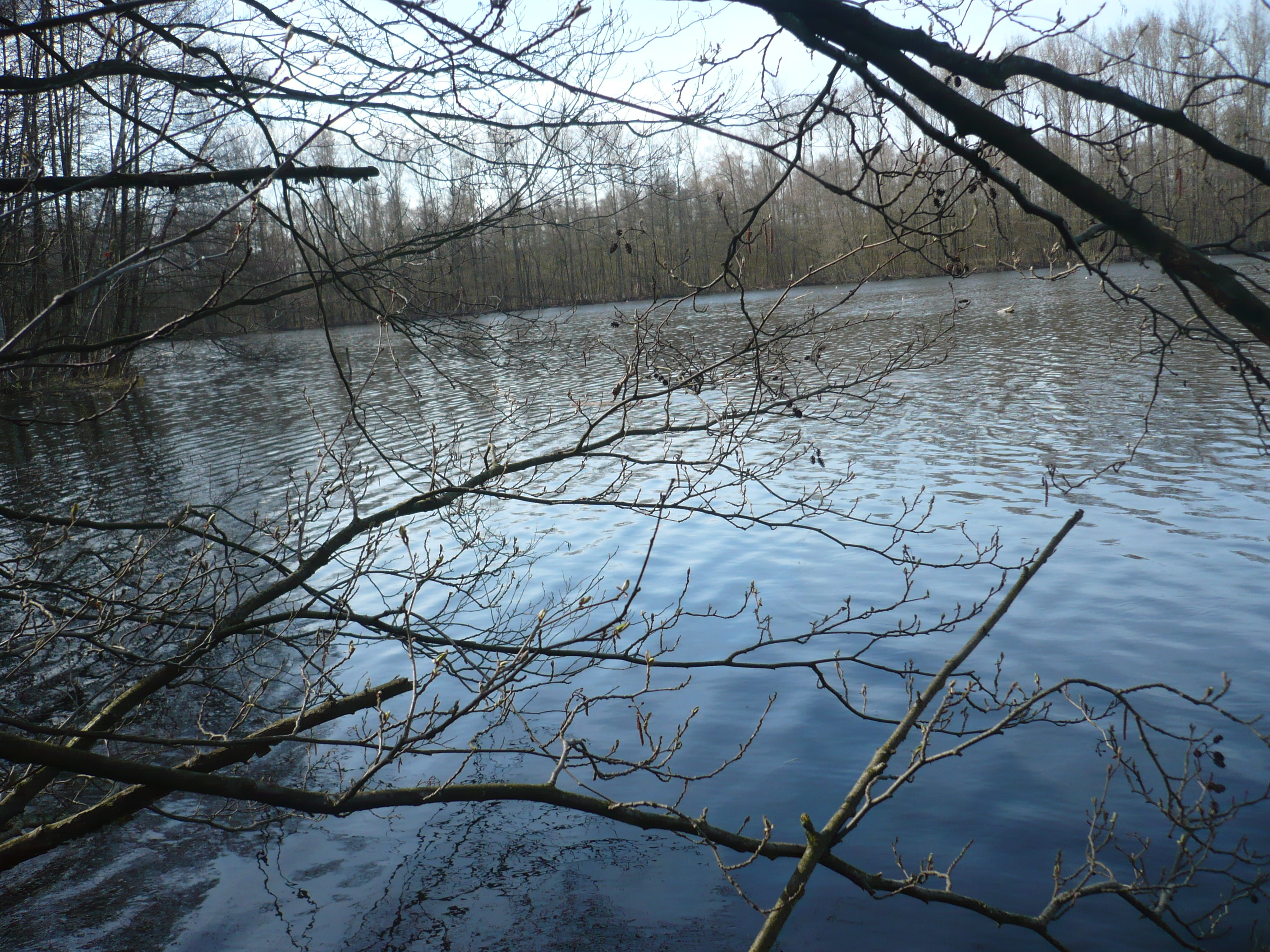
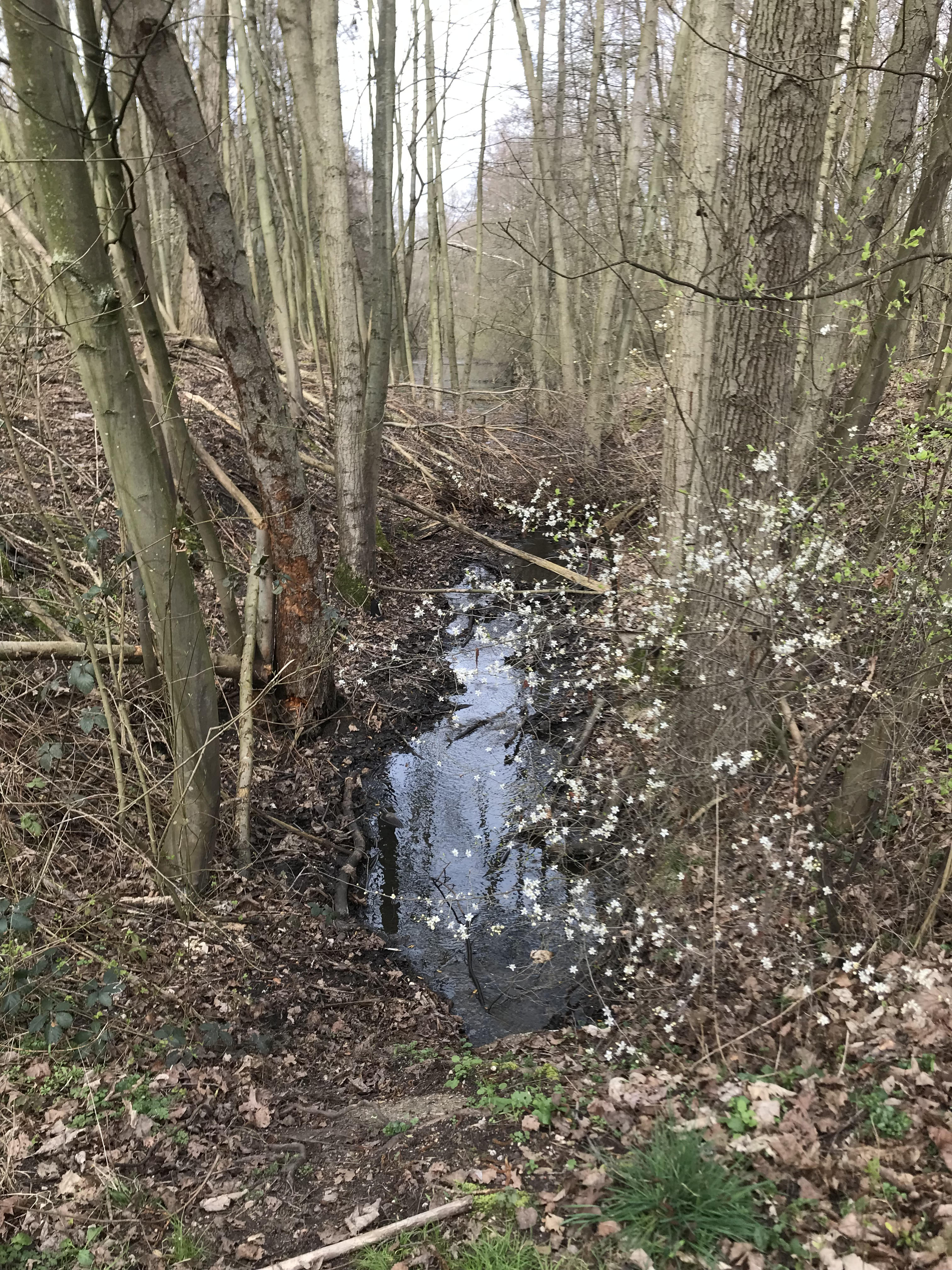
Abfluss zum Bleibtreusee
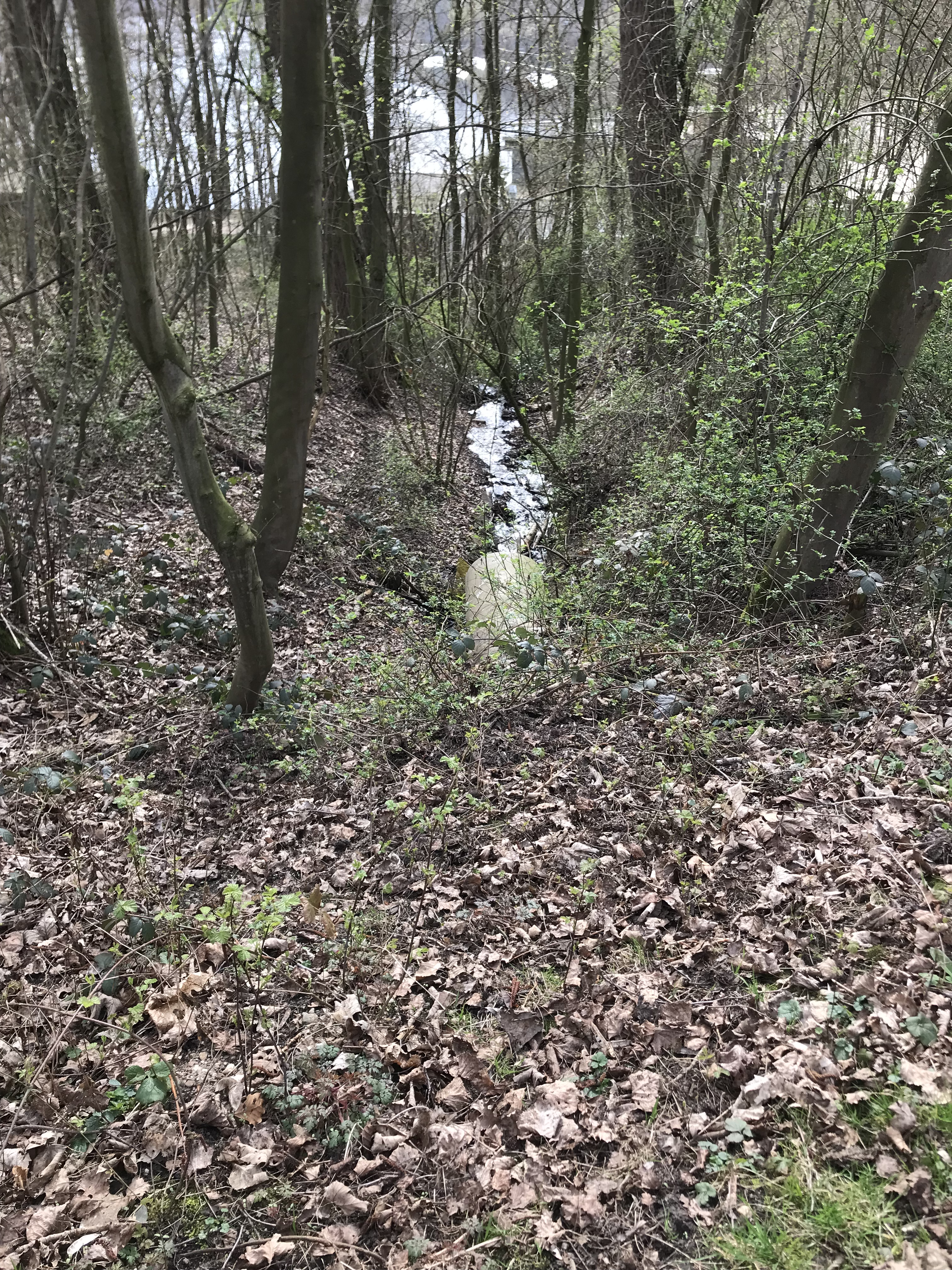
Abfluss zum deutlich tiefer liegenden Bleibtreusee durch ein Betonrohr